# Дзержинский, Ян Феликсович
Ян Феликсович Дзержинский (пол. Jan Dzierżyński, 23 июня 1911, Варшава — 2 октября 1960, Москва) — военный инженер, партийный деятель. Сын Феликса и Софьи Дзержинских.

## Биография
Родился в варшавской женской тюрьме «Сербия», во время очередного заключения матери — профессиональной революционерки. Переболел рахитом и цингой. В феврале 1912 года мать перед отправкой по этапу в Сибирь передала сына на воспитание мачехе. Затем воспитывался в семье дяди, врача М. С. Мушката в Клецке (ныне Белоруссия).
После побега матери из ссылки по поддельным документам за границу, с 1912 до 1919 год жил в Швейцарии. В 1918 году их навестил Ф. Э. Дзержинский, приехавший в Швейцарию нелегально. Маленький сын не узнал отца и долго его дичился.
1 февраля 1919 года вместе с матерью прибыл в Советскую Россию в опломбированном вагоне. Поселился с родителями в Москве.
В 1936 году окончил Военно-инженерную академию. В 1936—1939 годах работал инженером-конструктором, в 1939—1940 годах — в исполкоме Коминтерна, с 1943 года — в аппарате ЦК ВКП(б). Член ВКП(б) с 1939 года.
До 1953 года жил с семьей в Кремле. Затем переехал в «Дом на набережной». 2 октября 1960 года скоропостижно скончался от сердечного приступа в возрасте 49 лет. Похоронен на Новодевичьем кладбище.

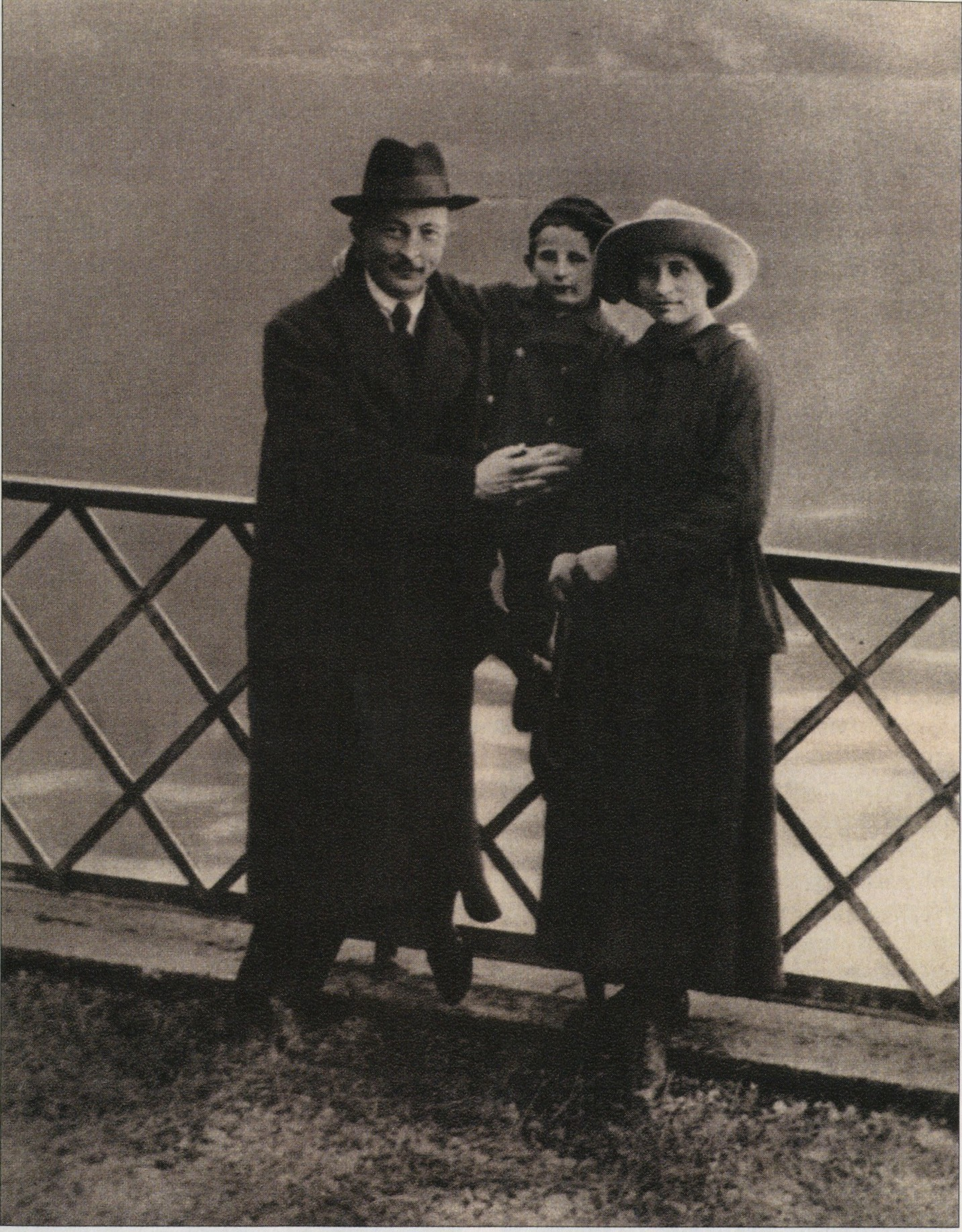
Ф. Э. Дзержинский и С. С. Дзержинская с сыном Яном в Лугано (Швейцария), октябрь 1918 года
Ф. Э. Дзержинский с женой и сыном Яном, 1924

## Семья
- Жена — Любовь Фёдоровна Лихова (1909—1984), архитектор, 
  - Сын — Феликс Янович Дзержинский, зоолог (1937—2015).
    - Внуки Кирилл Феликсович Дзержинский и Ольга Феликсовна Дзержинская